# Фрауенпрісніц
Фрауенпрісніц (нім. Frauenprießnitz) — громада в Німеччині, розташована в землі Тюрингія. Входить до складу району Заале-Гольцланд. Складова частина об'єднання громад Дорнбург-Камбург.
Площа — 18,47 км2. Населення становить 814 ос. (станом на 31 грудня 2021).